# Víctor Meseguer
Víctor Andrés Meseguer Cavas (nascut el 9 de juny de 1999) és un futbolista espanyol que juga com a migcampista central al Racing de Santander, cedit pel Reial Valladolid.

## Carrera de club
Meseguer va néixer a Alguazas, Regió de Múrcia, i es va incorporar al Reial Múrcia el 2017, amb la selecció Juvenil A. Va fer el seu debut com a sènior amb el filial l'11 de febrer de 2018, jugant els últims tres minuts d'una derrota a Tercera Divisió per 1-3 a casa contra l'UCAM Murcia CF B. Va marcar el seu primer gol de sènior l'11 de novembre, marcant el primer gol en un empat 1-1 a casa contra el mateix rival.
Meseguer va debutar amb el primer equip amb el Múrcia el 24 de març de 2019, substituint tardanament el seu company juvenil Juanma Bravo en una victòria per 2-1 fora de casa contra el Club Recreativo Granada a Segona Divisió B. El 4 de juliol, va renovar el seu contracte amb el club, i posteriorment va començar a jugar regularment a l'equip principal durant la temporada, contribuint amb dos gols en 20 aparicions en total.
L'1 de setembre de 2020, Meseguer va acordar un contracte de tres anys amb el CD Mirandés de Segona Divisió. Va fer el seu debut com a professional dotze dies després, començant com a titular en un empat a casa 0-0 contra l'AD Alcorcón.
Meseguer va marcar el seu primer gol com a professional el 2 de gener de 2021, el de l'empat en una derrota per 1-2 a la UD Logroñés. Va acabar la temporada com a titular indiscutible, marcant tres gols en 38 aparicions.
El 10 d'agost de 2022, Meseguer va signar un contracte de cinc anys amb el Granada CF, acabat de descendir a segona divisió. Va ajudar el club a tornar al primer nivell al primer intent, però va ser cedit al Reial Valladolid el 16 d'agost de 2023.
Després d'ajudar també els Pucelanos a un ascens de primer nivell, Meseguer va signar un contracte permanent de cinc anys amb el club el 30 de maig de 2024.

## Palmarès
Granada
- Segona Divisió: 2022–23